# مطار السليمانية الدولي
مطار السلیمانیة وهو مطار دولي عراقي یقع بين حي (رابه رين) وحي بكره جو شمال شرق مدینة السليمانية ويبعد عن مرکز المدینة حوالي 15 کم ، ولقد تم وضع حجر الأساس لمبنى مطار السلیمانیة في تشرين الثاني/نوفمبر من عام 2003 ثم افتتح المطار في منتصف عام 2005 من قبل حكومة اقليم كردستان العراق وللمطار رحلات إلى تركيا والأردن وبعض الدول الأوروبية منها ألمانيا وهولندا وبريطانيا ويعتبر مطار السليمانية أول مطار في العراق يضم موظفون ومهندسون كرد في المطار. وتقدر مساحة المطار 13،5 کم٢.

## شركات الطيران
| شركـات طيـران          | الوجهات |
| ---------------------- | --- |
| Aircompany Armenia     | موسمي: مطار يريفان الدولي |
| فلاي دبي               | مطار دبي الدولي |
| فلاي أربيل             | مطار دوسلدورف الدولي |
| الخطوط الجوية العراقية | مطار الملكة علياء الدولي، مطار بغداد الدولي، مطار حيدر علييف الدولي، مطار البصرة الدولي، مطار بيروت رفيق الحريري الدولي، مطار القاهرة الدولي، مطار دبي الدولي، مطار أربيل الدولي، مطار فرانكفورت، مطار النجف الدولي |
| ماهان إير              | مطار الإمام الخميني الدولي |
| خطوط بيغاسوس           | مطار صبيحة كوكجن الدولي |
| الخطوط الجوية القطرية  | مطار حمد الدولي |
| الملكية الأردنية       | مطار الملكة علياء الدولي |
| الخطوط الجوية التركية  | مطار إسطنبول الدولي |